# Global Change Observation Mission
Pour l’article ayant un titre homophone, voir GCOM.
GCOM, (Global Change Observation Mission), est un programme spatial d'observation de la Terre, de l'eau, de la biomasse et du climat terrestre, impliquant le lancement de 6 satellite de télédétections japonais.
Les 6 satellites GCOM, qui pèsent environ deux tonnes chaque, sont placés sur une orbite héliosynchrone à une altitude comprise entre 700  et   800 km d'altitude. Ils doivent être lancés par le lanceur japonais H-IIA. 
Début 2010, seuls les 3 premiers satellites de la série sont budgétés à la suite de restrictions budgétaires liées à la crise économique mondiale des années de 2008 et suivantes.

## Objectifs
GCOM prend la suite des deux missions ADEOS-I (1996) et ADEOS-II (2002) qui échouent à la suite de la défaillance de ces deux satellites. GCOM est la principale contribution de l'agence spatiale japonaise (JAXA) au programme GEOSS (Global Earth Observation System of Systems ou « Système mondial des systèmes d'observation de la Terre »).

## Segment spatial
Le projet GCOM doit comporter 6 satellites :
- 3 satellites GCOM-W (W signifiant  « Water »), ils doivent permettre de mieux comprendre et mesurer le cycle de l'eau (incluant l'observation de la banquise, ou de la température de surface des océans), notamment au moyen du radiomètre AMSR-2.
  - GCOM-W1 (Shizuku, 「しずく」), est lancé le 17 mai 2012[2] et est inclus dans le « A-train » (la série de satellites (américains et français) tournant sur une même orbite pour observer les mêmes zones à quelques minutes d'intervalle, ce qui permet de mesurer des évolutions fines et rapides.
  - GCOM-W2 : la JAXA envisage d'inclure un scattéromètre américain sur ce satellite ainsi que sur le suivant de cette série, en 2020.
  - GCOM-W3.

- 3 satellites GCOM-C (C signifiant « Climate »), ils doivent permettre d'étudier le cycle du carbone, via la mesure de nombreux paramètres, dont les variations de la biomasse, du bilan radiatif de la Terre, des propriétés des nuages et des aérosols ; au moyen du capteur photographique GLI fonctionnant en infrarouge et visible avec différentes polarisations, fournissant une résolution de 250 m à 1 km, selon le canal.
  - GCOM-C1 (Shikisai), est lancé le 23 décembre 2017.
  - GCOM-C2.
  - GCOM-C3.

## Contexte
La modélisation numérique des processus climatiques à l'échelle de la planète nécessite de nombreuses données à une précision suffisante pour permettre une prédiction du changement climatique qui constitue de nos jours un enjeu sociétal important. 

## Déroulement du programme
GCOM-W1, baptisé Shizuku après son lancement, est lancé le 17 mai 2012 par un lanceur H-IIA. Il circule sur la même orbite que la constellation A-train pour permettre une synchronisation de la collecte des données. Celle-ci débute le 4 juillet 2012. Le satellite est conçu pour fonctionner durant au moins 5 ans, mais l'agence spatiale japonaise espère le voir fonctionner bien au-delà de cette échéance. 
GCOM-C1, baptisé Shikisai après son lancement, est mis en orbite le 23 décembre 2017 par un lanceur H-IIA qui emporte également le micro-satellite expérimental Super Low Altitude Test Satellite (SLATS) également développé par l'Agence d'exploration aérospatiale japonaise qui a pour objectif de tester le recours à un moteur ionique pour compenser la traînée générée par l'atmosphère résiduelle.